# Taïkoun (film, 1947)
Pour les articles homonymes, voir Tycoon.
Pour plus de détails, voir Fiche technique et Distribution.
Taïkoun (Tycoon) est un film américain réalisé par Richard Wallace, sorti en 1947.

## Synopsis
En Amérique du Sud, quelque part dans les Andes, l'ingénieur Johnny Munroe travaille pour l'industriel Frederick Alexander, un homme dur et inflexible, sur le chantier d'une nouvelle voie ferrée, aidé par ses compères Pop, Fog, Joe et Curly. Lorsque Johnny fait la connaissance de Maura, la fille d'Alexander, il en tombe amoureux. Peu après, les deux jeunes gens se marient, sans le consentement du père, lequel fait tout pour retarder les travaux et ainsi discréditer son gendre, avec la complicité forcée de son neveu, Ricky Vegas. De plus, la percée délicate d'un tunnel occasionne des accidents...

## Fiche technique
- Titre : Taïkoun
- Titre original : Tycoon
- Réalisateur : Richard Wallace
- Scénario : Borden Chase et John Twist, d'après un roman de C.E. Scoggins
- Photographie : Harry J. Wild et W. Howard Greene
- Musique : Leigh Harline
- Direction artistique : Albert S. Agostino et Carroll Clark
- Décors de plateau : Darrell Silvera et Harley Miller
- Costumes : Dwight Franklin (hommes) et Michael Woulfe (femmes)
- Montage : Frank Doyle
- Producteur : Stephen Ames, pour RKO Pictures
- Pays d’origine :  États-Unis
- Langue originale : anglais
- Format : couleur (Technicolor) – 35 mm – 1,37:1 – mono (RCA Sound System)
- Genre : Aventure, drame, romance
- Durée : 128 minutes
- Dates de sortie :
  - États-Unis : 27 décembre 1947
  - France : 21 juin 1949

## Distribution
- John Wayne  (V.F : Raymond Loyer) : Johnny Munroe
- Laraine Day (V.F : Sylvie Deniau)  : Maura Alexander Munroe
- Cedric Hardwicke  (V.F : René Montis) : Frederick Alexander
- Anthony Quinn  (V.F : Roger Till) : Ricky Vegas
- Judith Anderson  (V.F : Lucienne Givry) : Miss Ellen Braithwaite
- James Gleason (V.F : Albert Montigny) : Pop Matthews
- Grant Withers (V.F : Yvon Cazeneuve) : Fog Harris
- Paul Fix (V.F : Jean Berton) : Joe
- Michael Harvey (V.F : André Le Gall) : Curly Messenger
- Fernando Alvarado (V.F : Jacques Delvigne) : Chico
- Harry Woods : Holden
- Charles Trowbridge (V.F : Maurice Dorléac) : Señor Tobar
- Martin Garralaga (V.F : Nicolas Amato) : Chávez

Et, parmi les acteurs non crédités :
- Trevor Bardette : Julio Ayora
- Argentina Brunetti : Señora Ayora
- Ann Codee : Señora Tobar
- Nacho Galindo : Chef d'équipe
- Alberto Morin : Hernández, le maître-d'hôtel

## Autour du film
- Deuxième et dernière collaboration de John Wayne et Anthony Quinn après Retour aux Philippines (1945).
- Le rôle féminin principal était prévu à l'origine pour Maureen O'Hara mais la RKO a préféré la faire jouer dans Sinbad le marin.
- Plus chère production de la RKO à l'époque, ce film bien que couronné de succès finit par faire perdre au studio 1 035 000 $.

## DVD
Le film a fait l'objet de trois éditions sur le support DVD en France :
- Taïkoun (DVD-9 Thinpak) édité par les éditions Montparnasse et distribué par Arcadès le 1er mars 2006. Le ratio écran est en 1.33:1 4:3. L'audio est en Anglais 2.0 Mono Dolby Digital avec présence de sous-titres français. En supplément une présentation du film de Serge Bromberg. La durée du long métrage est de 2 h 09. Il s'agit d'une édition Zone 2 Pal[1].

- Taïkoun (DVD-9 Keep Case) dans la collection Diamant, édité par les éditions Montparnasse et distribué par Arcadès le 23 mai 2007. Le ratio écran est en 1.33:1 4:3. L'audio est en Anglais 2.0 Mono Dolby Digital avec présence de sous-titres français. En supplément une présentation du film de Serge Bromberg. La durée du long métrage est de 2 h 09. Il s'agit d'une édition Zone 2 Pal[2].

- Taïkoun (DVD-9 Keep Case) dans la collection Patrimoine, édité par Warner Bros. Entertainment France et distribué par Warner Bros. Home Entertainment France le 13 mai 2015. Le ratio écran est en 1.33:1 4:3. L'audio est en Français et Anglais 2.0 Mono Dolby Digital avec présence de sous-titres français. La durée du long métrage est de 2 h 09. En supplément un court métrage musical Hollywood, Pays des Merveilles ! et un cartoon Les Gardiens de la Forêt. Il s'agit d'une édition Zone 2 Pal[3].